# Trapianti - Destini incrociati
Trapianti - Destini incrociati è un docu-reality prodotto e trasmesso da Fox Life, ambientato nell'Ospedale Sant'Orsola di Bologna.
Sotto la direzione del professor Antonio Daniele Pinna vengono curate persone con gravi problemi agli organi, raccontando la spiegazione dell'intervento durante la ricerca del consenso informato, i dubbi e le preoccupazioni dei pazienti ma anche degli stessi medici.